# Comuna Suha Balka, Domanivka
Suha Balka (în ucraineană Суха Балка) este o comună în raionul Domanivka, regiunea Mîkolaiiv, Ucraina, formată din satele Ivanivka, Izbașivka, Lidiivka și Suha Balka (reședința).

## Demografie
Componența lingvistică a comunei Suha Balka
     Ucraineană (94,49%)
     Rusă (2,9%)
     Alte limbi (1,04%)
Conform recensământului din 2001, majoritatea populației comunei Suha Balka era vorbitoare de ucraineană (94,49%), existând în minoritate și vorbitori de rusă (2,9%).